# City Bell
City Bell is een plaats in het Argentijnse bestuurlijke gebied La Plata in de provincie Buenos Aires. De buurt telt 32.646 inwoners.